# Théâtre des Variétés-Amusantes
Le théâtre des Variétés-Amusantes est une salle de spectacles parisienne aujourd'hui disparue, inaugurée le 12 avril 1779 à l'angle des rues de Lancry et de Bondy (actuelle rue René-Boulanger) dans le Xe arrondissement.
En 1778, Louis Lécluze (ou Lécluse), ancien acteur de l'Opéra-Comique et chirurgien-dentiste, ouvre un théâtre à la foire Saint-Laurent avant de le transférer sur le boulevard Saint-Martin. Incapable de faire face aux frais que cette nouvelle entreprise génère, Lécluze cède son théâtre et sa troupe à trois anciens danseurs de l'Opéra, Fierville fils, Malter et Hamoir, ainsi qu'au financier Lemercier. Le répertoire, diversifié et bien interprété, attire un public nombreux.
Dorvigny écrit pour eux plusieurs pièces, dont Janot ou les Battus paient l'amende (11 juin 1779), qui connaît une vogue considérable.
En 1784, les directeurs sont dépossédés de leur privilège par un arrêt du Conseil d'État au profit de Gaillard et Dorfeuille, sur plainte de l'Académie royale de Musique. Les nouveaux directeurs transportent le théâtre au Palais-Royal et ouvrent leur nouveau spectacle le 1er janvier 1785, sous le nom de Variétés du Palais-Royal.
Substituant des comédies aux farces jouées jusque-là, les entrepreneurs accueillent Monvel et Julie Candeille.
Puis, en 1791, à la suite de la scission survenue entre les acteurs de la Comédie-Française, arrivent Talma, Dugazon et Mme Vestris.
Le théâtre change alors de nom et prend celui de Théâtre-Français de la rue Richelieu. En 1792, il change à nouveau de nom et devient le Théâtre de la République. En 1799, le nouveau gouvernement y installe la Comédie-Française. Elle s'y trouve encore.
La salle du boulevard est quant à elle détruite. Sur son emplacement est édifié en 1790 le théâtre des Jeunes-Artistes.
Au Palais-Royal, le théâtre possède un café-caveau dont les salles souterraines s'étendent sous toute la longueur de la galerie vitrée jusqu’à la maison Chevet. Et qui connaîtra une grande vogue durant le Premier Empire et les premières années de la Restauration.